# 三公祠
31°31′02″N 120°32′58″E / 31.51726°N 120.54954°E
三公祠，于中华人民共和国江苏省无锡市锡山区荡口古镇南侧鹅湖口，是江苏省文物保护单位。

## 特点
明嘉靖三十六年（1557年），休致的翰林院侍读大学士华察，为纪念苏松巡抚孙慎、督粮翁大立、县令王其勤秉公清丈全县地亩而建。门楼上刻“三公祠”，当时此三位官员共查出漏田16万亩，免去百姓7000余石粮食，受到当地民众称赞。但由于得罪地方豪强，三人一度被革职调离。此事历经四年最终平反，华察有感此事为表彰态度，为三人建生祠。其中建筑景点均有三人身影，思泉亭取自孙慎的字号“联泉”；学海书院取自翁大立字号“见海”；望月楼则取自翁大立字号“少月”。
院墙上有清丈用的步弓刻石，形似圆规，高92厘米、两足相距1.71米，为“足尺加一”制。1927年，陈忱白在此创办中山中学，同年王若飞曾到此指导农民运动。2006年，江苏省人民政府公布其为江苏省文物保护单位。